# Émile Vacher
Pour les articles homonymes, voir vacher (homonymie).
 (novembre 2023).
Si vous disposez d'ouvrages ou d'articles de référence ou si vous connaissez des sites web de qualité traitant du thème abordé ici, merci de compléter l'article en donnant les références utiles à sa vérifiabilité et en les liant à la section « Notes et références ».
Émile Vacher, né à Tours le 7 mai 1883 et mort à Paris 10e le 8 avril 1969, est un accordéoniste et compositeur français, considéré comme le créateur du genre musette.

## Biographie
Maryanne Guilloux, la mère d'Émile Vacher était arrivée de Plumelec en Bretagne pour entrer comme domestique chez un comte tourangeau. Celui-ci abusa de la jeune fille et le jeune Émile naquit de cette union à Tours. Mais délaissés par son employeur indélicat, la mère et l'enfant montèrent à Paris où Maryanne connaissait quelques personnes. Elle y fit la connaissance de Louis Vacher qui l'épousa et adopta Émile.
Son père jouait de la grosse caisse, mais avait aussi touché à l'accordéon. Il désirait que son fils joue lui aussi d'un instrument. Alors que le jeune Émile atteint l'âge de dix ans, son père l'emmène aux puces de Saint-Ouen et lui achète pour 3 francs un accordéon diatonique dans une brocante. L'enfant apprend tout seul, joue rapidement les airs que l'on entend dans la rue.
Son père le fait engager au bal Delpuech, un café de Montreuil. Accompagné par son père à la grosse caisse, il se produit dans de nombreux bals. Au café Au Puy-de-Dôme, il fait danser Casque d'Or, que le cinéma immortalisera dans le film homonyme de Jacques Becker.
En 1908, son père décide d'ouvrir son propre bal rue de la Montagne-Sainte-Geneviève, premier bal musette (jusqu'alors, on parlait de bal à la musette). Le jeune prodige crée un style différent, proche de celui de son contemporain Charles Péguri, où la valse se fait « mineure » et la java prend une importance accrue. Le succès est au rendez-vous.
Sa notoriété grandissante permet à Émile de se produire régulièrement pour les radios parisiennes et d'enregistrer un grand nombre de disques 78 tours : on parle de 500 morceaux gravés, dont certains se seraient vendus à plus de 100 000 exemplaires.
Dans les années 1920, il rencontre le pianiste Jean Peyronnin ; c'est le début d'une longue collaboration. Il va marquer l'histoire de l'accordéon en étant l'auteur ou le coauteur de certains des morceaux les plus connus : Reine de Musette, Brise napolitaine, Bourrasque, Défilé des accordéonistes et Les Triolets. Il devient ainsi la première star de l'accordéon. Ses tournées le conduisent dans toute la France et à travers l'Europe.
Mais la mode évolue après la Seconde Guerre mondiale ; de nouveaux accordéonistes apparaissent et le public commence à lui préférer les jeunes vedettes. Millionnaire, il dilapide sa fortune. Il est obligé d'abandonner son train de vie. Il meurt d'un cancer dans le 10e arrondissement de Paris le 8 avril 1969, dans une indifférence quasi totale. Il est inhumé au cimetière du Kremlin-Bicêtre.

## Discographie 78 tours
- Sphinx / Rêve de fleurs, Odeon 165.337
- Sous les toits de paris / Rêve d’amour, Odeon 238.101
- Nous deux / Un baiser, Odeon 238.163
- Albert / Meunier tu dors, Odeon 165.796
- J’ai ma combine / C’est Rosalie, Odeon 238.291
- On me suit / La java de Doudoune, Odeon 165.311
- Julie...c'est Julie / Tout ça c'est pour Vous, Odeon 165.312
- Reine de musette / les triolets, Odeon 165.049
- Valse bleue / La Java des as, Odeon 238.869
- Aubade Charmeuse / Triplepatte, Odeon 165.373